# Magaly Blas
Magaly Blas (Lima, 1977) es una médica epidemióloga, doctora en salud pública, profesora e investigadora peruana, Sus contribuciones se focalizan en la salud pública y en la promoción de la equidad mediante la investigación aplicada la innovación social y la incidencia política. Dirige el proyecto "Mamás del Río" orientado a promover la salud materno infantil en áreas rurales de la Amazonía Peruana. En 2023, fue incluida en el listado elaborado por la revista Forbes que destaca a las 50 mujeres más poderosas de Perú.

## Primeros años y educación
Nació en Lima pero vivió hasta los 5 años en Huaraz. Durante ese periodo recorrió la sierra de Ancash acompañando a su madre quien trabajaba como ingeniera zootecnista para el Fondo de Cooperación para el Desarrollo Social (FONCODES). Carmen Blas, su madre, se encargaba de supervisar las plantaciones de cultivos, los programas de alfabetización y las construcciones de escuelas rurales de la zona. Esta experiencia despertó en Magaly una conciencia temprana sobre las desigualdades en el acceso a la salud y otros servicios básicos, que años después influirian en su búsqueda por la equidad, la justicia social y la mejora del bienestar de las poblaciones menos favorecidas.
Los estudios secundarios los finalizó a los 14 años en el colegio Cristo Rey (Lima). Luego, cursó estudios de medicina en la Universidad Peruana Cayetano Heredia (UPCH). Posteriormente, obtuvo una beca en la Universidad de Washington en Seattle, Estados Unidos, donde cursó su maestría (2005) y un doctorado en Salud Pública con especialización en epidemiología. Además, realizó un diplomado en infecciones de transmisión sexual y otro en informática médica, complementando su formación con una estancia postdoctoral. Ha recibido entrenamiento, en investigación científica, en el Centro Internacional Fogarty, un organismo que forma parte de los Institutos Nacionales de la Salud de los Estados Unidos (NIH) y, en liderazgo de mujeres en la investigación, en la Universidad de Berkeley.

## Carrera
Desde 2011, es profesora asociada de la UPCH, donde imparte clases de salud pública y salud global y en las maestrías de Salud Pública y Control de Enfermedades Infecciosas y Tropicales.
En 2015 inició el proyecto "Mamás del Río", con el objetivo de promover buenas prácticas en salud materno-infantil en zonas rurales de la Amazonía peruana. La iniciativa se centra en la capacitación de agentes comunitarios de salud, quienes brindan acompañamiento continuo a mujeres gestantes y madres con recién nacidos. Asimismo, el proyecto desarrolla actividades de formación dirigidas a parteras y personal de establecimientos de salud y enfocadas en la atención inmediata al recién nacido, con el fin de mejorar la calidad de los cuidados durante las primeras etapas de vida y fortalecer el vínculo entre el sistema sanitario formal y las prácticas comunitarias. La Organización Panamericana de la Salud (OPS) destacó el carácter innovador "Mamás del Río", como un modelo basado en el fortalecimiento de agentes comunitarios de salud, el uso de tecnología móvil y la articulación con los sistemas de salud locales, así como su potencial de escalamiento a otras zonas rurales y de difícil acceso de la región.
En 2020, Magaly Blas asumió la coordinación de la Unidad de Ciudadanía Intercultural y Salud Indígena en la Facultad de Salud Pública y Administración de la Universidad Peruana Cayetano Heredia, cargo que mantiene hasta la actualidad. 
En el 2021, "Mamás del Río"  se expande a la frontera entre Perú y Colombia como "Mamás de la Frontera", beneficiando a más de 30 comunidades a lo largo del Río Putumayo en los distritos de El Estrecho y Teniente Manuel Clavero en el Perú, así como Puerto Leguízamo y El Encanto-San Rafael en Colombia.
En 2024, Blas fue galardonada con la beca Fulbright. Este reconocimiento estuvo dirigido a mujeres peruanas con doctorados en áreas de ciencia, tecnología, ingeniería o matemática. Con esta beca, Blas llevó a cabo una estancia como investigadora visitante en la Universidad de Arizona, Estados Unidos. Su estancia le permitió profundizar en temas de salud rural e indígena, así como en nuevas propuestas de innovación en el ámbito de la salud pública. Además, el mismo año el equipo de Mamás de la Frontera obtuvo el 1er lugar en la V edición del Concurso Nacional de Experiencias y Buenas Prácticas en Atención Primaria de Salud (APS) organizado por la Comunidad de Prácticas en APS Perú junto con la Organización Panamericana de la Salud (OPS/OMS), este premio reconoció el aporte en la mejora del acceso a servicios de salud y protección social para comunidades indígenas en la zona fronteriza entre Perú y Colombia.
En 2024, fue elegida como titular de la Secretaría de Incidencia Política en Medicina y Salud Pública del Colegio Médico del Perú.   Desde esta posición, ha liderado acciones estratégicas en defensa de la salud pública, los derechos humanos y la equidad en la medicina. También ha promovido reformas legislativas para integrar a los Agentes Comunitarios en el sistema de salud con mayor respaldo institucional.

## Proyectos

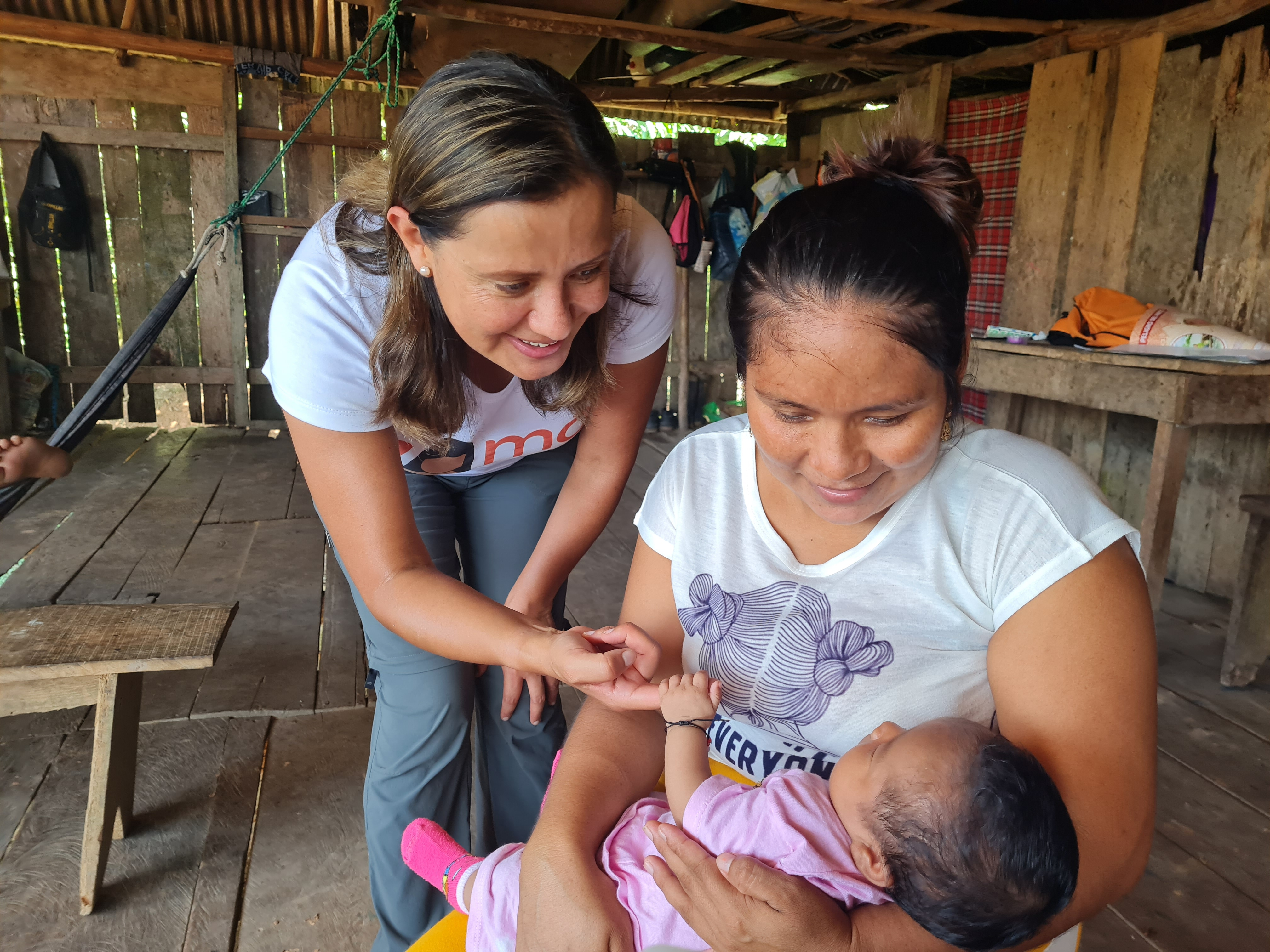
Dra. Magaly Blas en trabajo de campo en la Amazonía peruana

En 2011, recibió un fellowship del programa Fogarty del Instituto Nacional de Salud de Estados Unidos, con el que lideró el proyecto AINBO (término shipibo que significa "mujer"). Este estudio estaba centrado en comunidades indígenas de Ucayali y buscaba responder a la interrogante de si el Virus del Papiloma Humano (VPH), causante del cáncer de cuello uterino, estaba relacionado al virus HTLV, asociado a la leucemia, linfoma y dificultades motoras. 
Impulsó el proyecto Mamás del Río, con el objetivo de mejorar la salud materna y neonatal en comunidades amazónicas. El programa consiguió aumentar el número de controles prenatales en el primer trimestre del embarazo y reducir las complicaciones durante el parto, por lo que, debido al notable éxito se amplió a 84 comunidades.

## Premios y reconocimientos
- Recibió el Premio al "Nuevo investigador en Salud Global" del Global Health Council
- 2016: Premio Internacional de la Fundación Elsevier para mujeres investigadoras, en reconocimiento por su destacada labor en la investigación científica[12][29]
- 2016: Premio L’Oréal-Unesco-Concytec por su trabajo en el proyecto Mamás del Río.[30][31][32][33]
- 2016: Premio de Buenas Prácticas en Gestión Pública en la categoría Cooperación Público-Privado de la Institución "Ciudadanos al Día" por su proyecto “Mamás del Río” [34]
- 2018: Premio Mujeres en la Innovación de la Universidad Peruana Cayetano Heredia, reconocimiento por su innovación en el campo de la salud pública [12]
- 2018: Beneficiaria de Beca Eisenhower, otorgada a líderes emergentes en diversas disciplinas[13]
- 2019: Recibe el conocimiento a la Innovación Social en Salud en la Región Andina por la Organización Panamericana de la Salud, por el impacto de "Mamás del Río" en la salud materno-infantil en 84 comunidades amazónicas. La OPS destacó el carácter innovador del modelo, basado en el fortalecimiento de agentes comunitarios de salud, el uso de tecnología móvil y la articulación con los sistemas de salud locales, así como su potencial de escalamiento a otras zonas rurales y de difícil acceso de la región.[18][20][35][6][36]
- 2023: Su historia fue incluida en "Guardianas de la Salud", un libro que narra cinco historias de mujeres peruanas quienes desde distintas disciplinas han aportado al cuidado de la salud de los peruanos.[12][37][38][39][40][41][42][43]
- 2023: Forbes la incluye en su lista de 50 mujeres más poderosas de Perú.[10][11]
- 2024: Beneficiaria de Beca Fullbright, que promueve el intercambio educativo y cultural entre Estados Unidos y otros países.[21]
- 2024: Primer puesto en el Concurso Nacional de Experiencias y Buenas Prácticas en Atención Primaria de Salud, otorgado al proyecto "Mamás de la Frontera" [22]